# Coppa dell'Imperatore 1965
La Coppa dell'Imperatore 1965 è stata la quarantacinquesima edizione della coppa nazionale giapponese di calcio.

## Formula
Viene ripristinata la formula degli incontri ad eliminazione diretta, con otto squadre (qualificatesi secondo precisi criteri di selezione) presenti all'avvio del torneo. Nel caso in cui la situazione di parità perduri oltre i tempi supplementari, si ricorre al sorteggio tramite moneta.

## Date
Tutte le gare del torneo si sono svolte a Tokyo, ad eccezione degli incontri dei quarti di finale, ripartiti tra Yokohama e Omiya
| Turno            | Data            |                 |
| ---------------- | --------------- | --------------- |
| Quarti di finale | 13 gennaio 1966 |                 |
| Semifinali       | 15 gennaio 1966 |                 |
| Finali           | 17 gennaio 1966 | 17 gennaio 1966 |

## Squadre partecipanti
- Toyo Kogyo (Campione del Giappone)
- Nippon Steel (2° in Japan Soccer League)
- Furukawa Electric (3° in Japan Soccer League)
- Hitachi Head Office (4° in Japan Soccer League)
- Chūō Daigaku (Vincitore della All Japan College Football Championship)
- Kwansei Gakuin Daigaku (Vincitore della Kansai Students League)
- Meiji Daigaku (Finalista della Kanto College League)
- Waseda Daigaku (Finalista della Kanto College League)

## Risultati
|  | Quarti di finale       | Quarti di finale |                        |                        | Semifinali                | Semifinali                |  |  | Finale | Finale |
|  |                        |                  |                        |                        |                           |                           |  |  |        |        |
|  |                        |                  |                        |                        |                           |                           |  |  |        |        |
|  |                        |                  |                        |                        |                           |                           |  |  |        |        |
|  | Kwansei Gakuin Daigaku | 1                |                        |                        |                           |                           |  |  |        |        |
|  | Kwansei Gakuin Daigaku | 1                |                        |                        |                           |                           |  |  |        |        |
|  | Furukawa Electric      | 0                |                        |                        |                           |                           |  |  |        |        |
|  | Furukawa Electric      | 0                | Kwansei Gakuin Daigaku | 0                      |                           |                           |  |  |        |        |
|  |                        |                  | Kwansei Gakuin Daigaku | 0                      |                           |                           |  |  |        |        |
|  |                        | Toyo Kogyo       | 7                      |                        |                           |                           |  |  |        |        |
|  | Toyo Kogyo             | Toyo Kogyo       | 7                      | 5                      |                           |                           |  |  |        |        |
|  | Toyo Kogyo             |                  |                        | 5                      |                           |                           |  |  |        |        |
|  | Chūō Daigaku           | 0                |                        |                        |                           |                           |  |  |        |        |
|  | Chūō Daigaku           | 0                | Toyo Kogyo             | 3                      |                           |                           |  |  |        |        |
|  |                        |                  | Toyo Kogyo             | 3                      |                           |                           |  |  |        |        |
|  |                        | Nippon Steel     | 2                      |                        |                           |                           |  |  |        |        |
|  | Nippon Steel           | Nippon Steel     | 2                      | 5                      |                           |                           |  |  |        |        |
|  | Nippon Steel           |                  |                        | 5                      |                           |                           |  |  |        |        |
|  | Meiji Daigaku          | 1                |                        |                        |                           |                           |  |  |        |        |
|  | Meiji Daigaku          | 1                | Waseda Daigaku         | 0                      | Finale per il terzo posto | Finale per il terzo posto |  |  |        |        |
|  |                        |                  | Waseda Daigaku         | 0                      | Finale per il terzo posto | Finale per il terzo posto |  |  |        |        |
|  |                        | Nippon Steel     | 4                      |                        |                           |                           |  |  |        |        |
|  | Hitachi Head Office    | Nippon Steel     | 4                      | 3                      | Waseda Daigaku            | 3                         |  |  |        |        |
|  | Hitachi Head Office    |                  |                        | 3                      | Waseda Daigaku            | 3                         |  |  |        |        |
|  | Waseda Daigaku         | 0                |                        | Kwansei Gakuin Daigaku | 0                         |                           |  |  |        |        |
|  | Waseda Daigaku         | 0                |                        |                        | 0                         |                           |  |  |        |        |
|  |                        |                  |                        |                        |                           |                           |  |  |        |        |
|  |                        |                  |                        |                        |                           |                           |  |  |        |        |

### Quarti di finale
| Squadra 1              | Risultato | Squadra 2           |
| ---------------------- | --------- | ------------------- |
| Toyo Kogyo             | 5 - 0     | Chūō Daigaku        |
| Nippon Steel           | 5 - 1     | Meiji Daigaku       |
| Waseda Daigaku         | 0 - 3     | Hitachi Head Office |
| Kwansei Gakuin Daigaku | 1 - 0     | Furukawa Electric   |

### Semifinali
| Squadra 1    | Risultato   | Squadra 2              |
| ------------ | ----------- | ---------------------- |
| Toyo Kogyo   | 7 - 0       | Kwansei Gakuin Daigaku |
| Nippon Steel | 4 - 3 (dts) | Waseda Daigaku         |

### Finale per il primo posto
| Tokyo 16 gennaio 1966 | Toyo Kogyo | 3 – 2 | Yawata Steel |  |

### Finale per il terzo posto
| Tokyo 16 gennaio 1966 | Kansei Gakuin Daigaku | 0 – 3 | Waseda University |  |